# Eukinetik
Eukinetik (von griechisch eu = „wohl, gut“ und kineon = „Bewegung“) ist im Ballett die Lehre der harmonischen Bewegung. Sie wurde von Rudolf Laban entwickelt damit Tänzer dynamische und ausdrucksvolle Bewegungen besser kontrollieren konnten.